# 43027 Minusio
43027 Minusio è un asteroide della fascia principale. Scoperto nel 1999, presenta un'orbita caratterizzata da un semiasse maggiore pari a 2,691770 UA e da un'eccentricità di 0,047983, inclinata di 14,387056° rispetto all'eclittica. Ha un diametro di 3,919 km, un periodo di rotazione di 35,6464 ore e un'albedo di 0,317.
È dedicato a Minusio, piccolo centro del Canton Ticino.